# سیارک ۸۷۲۵
سیارک ۸۷۲۵ (به انگلیسی: 8725 Keiko، نامگذاری:1996TG5) هشت هزار و هفتصد و بیست و پنجمین سیارک کشف شده‌است که در ۵ اکتبر ۱۹۹۶ کشف شد.
قدر مطلق سیارک برابر ۱۴٫۴۰ است.